# Tau Herculídeos
Tau Herculídeos é uma chuva de meteoros cujo radiante está localizado na constelação de Hércules.

## Observação
O fenômeno está associado ao cometa 73P/Schwassmann-Wachmann e é visível todos os anos entre os dias 19 de maio e 19 de junho. A atividade máxima ocorre no dia 9 de junho. O mais antigo registro de observações desse evento remonta ao ano de 1930, por ocasião da descoberta do cometa associado ao fenômeno.